# 山内一生
山内 一生（やまうち かずお、1929年10月4日 - 2024年10月18日）は、愛知県西加茂郡小原村（現在の豊田市）出身の和紙工芸作家。戦後に小原村で和紙工芸を広めた藤井達吉に師事し、小原工芸紙（小原和紙）を代表する和紙工芸作家で小原和紙工芸の第一人者とされる。現・日工会名誉会長で、プロ野球選手の山内壮馬は親類。2004年には旧小原村(当時）の名誉村民となり、2017年12月に豊田市名誉市民に推挙された。名前の読みは「かずお」だが、作品を制作する際は一貫して「いっせい」を用いており、自身の工房も「山内いっせい（一生）工房」としている他、名誉市民推挙の際の豊田市の資料でも読みは「やまうち いっせい」となっている。

## 経歴
- 1929年（昭和4年）10月 - 愛知県西加茂郡小原村（現在の豊田市）に出生[1]。
- 1946年（昭和21年） - 愛知県挙母中学校（現在の愛知県立豊田西高等学校）を卒業[2]。
- 1947年（昭和22年）3月 - 藤井達吉に師事して和紙工芸を開始[1]。山内と同時期に藤井に師事した者は他に、春日井正義、小川喜数、安藤繁和等がいる。
- 1950年（昭和25年） - 藤井が郷里碧南へ帰郷。小原に残った山内らは碧南の藤井の下へと足繁く通い引き続き師事した。
- 1958年（昭和33年） - 名古屋松坂屋本店で初個展[1]。
- 1959年（昭和34年） - 天皇成婚時に献上される6枚折屏風一双を製作[2]。
- 1966年（昭和41年）10月 - 日展で無鑑査[1]。
- 1974年（昭和49年）10月 - 日展で初審査員[1]。
- 1980年（昭和55年） - 小原村教育長に就任[2]。
- 1983年（昭和58年）8月 - 皇太子・皇太子妃が行啓[1]。
- 1985年（昭和60年） - 愛知県知事室にて昭和天皇から木杯を受ける[2]。
- 1993年（平成5年） - 豊田ロータリークラブの会長に就任[2]。
- 1994年（平成6年） - 宮内庁にて天皇から木杯を受ける[2]。
- 1999年（平成11年） - 日展で監事に就任[2]。
- 2004年（平成16年） - 小原村名誉村民となる。
- 2005年（平成17年） - 小原村及び隣接する西加茂郡藤岡町、東加茂郡足助町、旭町、下山村、稲武町が豊田市に合併、西加茂郡小原村消滅。
- 2017年（平成29年） -  豊田市名誉市民に推挙。
- 2024年 - 10月18日、慢性腎不全のため死去した。95歳没[3]。

## 受賞・受章
- 1953年（昭和28年）10月 - 日展で初入選[1]。
- 1965年（昭和40年）10月 - 日展で特選の北斗賞を受賞[1]。
- 1982年（昭和57年）2月 - 愛知県芸術文化選奨文化賞を受賞[1]。豊田芸術選奨を受賞[2]。
- 1984年（昭和59年） - 日本新工芸展で文部大臣賞を受賞[2]。
- 1988年（昭和63年）4月 - 紺綬褒章を受章[1]。
- 1989年（平成元年）11月 - 東海テレビ文化賞を受賞[1]。
- 1990年（平成2年）11月 - 愛知県文化功労賞を受賞[1]。
- 1992年（平成4年） - 日工会展で文部大臣賞を受賞[2]。
- 1996年（平成8年）11月 - 地域文化功労者文部大臣表彰[1]。
- 1997年（平成9年）11月 - 日展で内閣総理大臣賞を受賞[1]。
- 1999年（平成11年） - 中日文化賞を受賞[2]。
- 2004年（平成16年） - 小原村名誉村民。
- 2007年（平成19年） - 旭日小綬章を受章[2]。
- 2017年（平成29年） - 豊田市名誉市民。

## 買上
- 1958年（昭和33年） - 愛知県が作品を買上してダグラス・マッカーサー2世駐日アメリカ合衆国大使に寄贈[2]。
- 1961年（昭和36年） - 王子製紙博物館が作品を買上[2]。
- 1962年（昭和37年） - 愛知県が作品を買上して東洋史研究者のエドウィン・O・ライシャワーに寄贈[2]。
- 1963年（昭和38年） - 愛知県が作品を買上してオスカー・モーランド駐日イギリス大使に寄贈[2]。
- 1965年（昭和40年）10月 - 名古屋臨海鉄道が買上して佐藤栄作総理大臣に寄贈[2]。
- 1969年（昭和44年） - トヨタ自動車が作品を買上して国際ロータリーのジェームズ・F・コンウェイ会長に寄贈[2]。
- 1970年（昭和45年） - トヨタ自動車が作品を買上してアーミン・マイヤー駐日アメリカ合衆国大使に寄贈[2]。
- 1971年（昭和46年） - トヨタ自動車が作品を買上して駐日フィンランド大使に寄贈[2]。